# Blanchetown
Blanchetown is een plaats in de Australische deelstaat Zuid-Australië en telt 231 inwoners (2006). De oorspronkelijke naam in 1855 was  Blanche Town, genoemd naar Lady Blanche MacDonnell, de vrouw van de gouverneur van Zuid-Australië, Sir Richard MacDonnell.
De nabijgelegen Blanchetown Bridge is de meest westelijke overspanning van de Sturt Highway over de rivier Murray.
Blanchetown wordt beschouwd als de poort tot de regio Riverland.